# Концессии и аренда в международных отношениях
В международных отношениях концессия представляет собой «синаллагматический акт, посредством которого государство передает осуществление принадлежащих ему прав или функций иностранному частному лицу, которое, в свою очередь, участвует в выполнении государственных функций и, таким образом, приобретает привилегированное положение по отношению к другим субъектам частного права в пределах юрисдикции соответствующего государства». 
Международные концессии не определены в международном праве и, как правило, не подпадают под его действие. Скорее, они регулируются муниципальным законодательством уступающего государства. Однако для таких концессий может существовать закон о правопреемстве, в соответствии с которым концессия продолжается даже тогда, когда уступающее государство прекращает свое существование.
В международном праве аренда — это «соглашение, в соответствии с которым территория сдается в аренду или в залог государством-владельцем другому государству. В таких случаях суверенитет на срок аренды передается государству-арендатору». Термин «международная аренда» иногда также используется для описания любой аренды имущества одним государством другому или иностранному гражданину, но обычная аренда имущества, как и в дипломатических помещениях, регулируется муниципальным, а не международным правом. Иногда термин «квази-международная аренда» используется для договоров аренды между государствами, когда речь идет о неполном суверенитете над территорией. Настоящая международная аренда, или «политическая» аренда, предполагает передачу суверенитета на определенный период времени. Хотя они могут иметь тот же характер, что и цессии, теперь полностью принято прекращение таких договоров аренды.

## Австро-венгерские концессии
- Австро-венгерская концессия Тяньцзиня в Китае (1901—1917). Официально сдан Австрией в 1919 году (Сен-Жерменский договор) и Венгрией в 1920 году соответственно (Трианонский договор).

## Бельгийские концессии
- 4 мая 1843 года парламент Гватемалы издал указ, в соответствии с которым район Санто-Томас был передан «на неограниченный срок» Compagnie belge de colonisation, частной бельгийской компании, находящейся под защитой короля Леопольда I. Бельгийские усилия по колонизации прекратились через несколько лет из-за нехватки финансовых средств и сурового климата.
- Анклав Ладо в Англо-Египетской Судане, сданный в аренду Свободному государству Конго (не входящему в состав самой Бельгии, но в личном союзе с Бельгией при короле Леопольде II) (1894—1910)
- Бельгийская концессия Тяньцзиня (1902—1931)

## Британские концессии

### Находящиеся под управлением Соединенным Королевством
- 9 июня 1898 года Новые территории (включающие районы к северу от Коулуна вместе с 230 небольшими островами) были арендованы у Китая на 99 лет в качестве арендуемой территории в соответствии с Конвенцией о расширении территории Гонконга. 19 декабря 1984 года Великобритания согласилась вернуть весь Гонконг, включая территории, переданные на неограниченный срок, Китаю 1 июля 1997 года.
- 20 ноября 1846 года была создана британская концессия в Шанхае (в Китае) (после 16 июня 1842 года — 29 августа 1842 года британская оккупация Шанхая, с 17 ноября 1843 года Договорный порт); 27 ноября 1848 года эта концессия была расширена, но 21 сентября 1863 года (после того, как предложение 1862 года сделать Шанхай независимым «свободным городом» было отклонено) союзом американских и британских концессий было создано Международное поселение в Шанхае (завершено в декабре 1863 года).
- Британская концессия Тяньцзиня, в которой была сосредоточена торговля, располагалась на правом берегу реки Пейхо ниже города, занимая около 200 акров (0,809371284 км2). Он находился в бессрочной аренде, предоставленной правительством Китая Британской короне, которая сдавала участки в субаренду частным владельцам таким же образом, как и в Ханькоу. Местное управление было поручено муниципальному совету, организованному по аналогии с Шанхайским[3].
- Британская концессия на острове Шамянь (остров Шамин) в Гуанчжоу (Кантон).

### Находящиеся в частном владении
- Земли концессий Тати 1872—1911 годов, в небольшой части нынешней Ботсваны, отделенной от королевства Матабеле.

## Канадские концессии
После Первой мировой войны Французская Республика предоставила Канаде в бессрочное пользование участок земли на Вими-Ридж при том понимании, что канадцы должны были использовать эту землю для создания парка боевых действий и мемориала. В парке, известном как канадский национальный мемориал Вими, находится впечатляющий памятник павшим, музей и обширная реконструкция траншейной системы военного времени, сохранившиеся туннели и кладбища.

## Китайские концессии
В период с 1882 по 1884 года империя Цин получила концессии в Корее в Инчхоне, Пусане и Вонсане. Концессии были оккупированы Японией в 1894 году после начала Первой китайско-японской войны. После поражения Китая в этой войне, Корея (теперь при поддержке Японии) объявила недействительными неравноправные договоры с цинским Китаем и в одностороннем порядке отозвала экстерриториальность и другие полномочия, предоставленные Китаю в отношении концессий. Концессии были официально отменены в 1898 году.

## Французские концессии
- Французская концессия в Шанхае была основана 6 апреля 1849 года (с 17 ноября 1843 года это был Договорный порт). 17 июля 1854 года был учрежден Муниципальный совет. Концессия была передана Вишистской Францией марионеточному правительству Китая, спонсируемому Японией, и была официально возвращена Китаю Францией в 1946 году.
- Французская концессия Тяньцзиня (1860—1946)
- Французская концессия Ханькоу (1898—1946; ныне часть Уханя)
- Французская концессия на острове Шамянь (остров Шамин) в Гуанчжоу (кантон) (1861—1946)

## Немецкие концессии
- 6 марта 1898 года Циндао был передан в аренду «на 99 лет» Германии (концессия залива Цзяо-Чжоу); на тот момент уже был оккупирован Германией с 14 ноября 1897 года. 23 августа 1914 года Китайская Республика аннулировала договор аренды с Германией. Концессия была оккупирована Японией 7 ноября 1914 года.
- Немецкая концессия Тяньцзиня
- Одна из концессий в Ханькоу (ныне часть Уханя)

## Итальянские концессии
- Итальянская концессия Тяньцзиня была передана Королевству Италии Цинским Китаем 7 сентября 1901 года. Он управлялся консулом Италии, и в 1935 году его население составляло 6261 человек, в том числе 536 иностранцев.
- Несколько кораблей итальянского королевского флота (Regia Marina) базировались в Тяньцзине. Во время Второй мировой войны, основными итальянскими судами, базировавшимися в Тяньцзине, были минный заградитель Lepanto и канонерская лодка Carlotto.
- 10 сентября 1943 года итальянская концессия в Тяньцзине была оккупирована Японией. В 1943 году Итальянская социальная республика итальянского фашистского диктатора Бенито Муссолини (хотя и практически бессильная) отказалась от концессии спонсируемому Японией «Национальному правительству Китая», японскому марионеточному государству во главе с Ван Цзинвэем; оно никогда не признавалось Королевством Италии, Китайской Республикой или большинством мировых правительств. 10 февраля 1947 года по мирному договору, зона была официально возвращена националистическому Китаю Итальянской Республикой.

## Японские концессии
В Китае:
- японская концессия Тяньцзиня.
- единственная не западная концессия в Ханькоу (ныне часть Уханя).

В Корее, до присоединения Японией Кореи (1910):
- Пусан
- Инчхон

## Португальская концессия
- Макао: примерно в 1552—1553 годах португальцы получили разрешение на создание поселения в качестве награды за победу над пиратами и посредничество в торговле между Китаем и Японией, а также между обеими странами и Европой; он был арендован у Китайской империи с 1670 года. Концессия превратилась в португальскую колонию в середине XIX века. Китайское правительство приняло суверенитет над Макао 20 декабря 1999 года, положив конец 329-летнему португальскому колониальному правлению.

## Российские и советские концессии
- Российская концессия Тяньцзиня.
- Одна из концессий Ханькоу (ныне часть Уханя).
- Полуостров Ханко, полуостров недалеко от столицы Финляндии Хельсинки, был арендован Советским Союзом у своего северо-западного соседа — и бывшего личного владения — Финляндии для использования в качестве военно-морской базы в Балтийском море, недалеко от входа в Финский залив, в соответствии с Московским мирным договором, который завершил Зимнюю войну 6 марта 1940 года; во время войны-продолжения, советские войска были вынуждены эвакуировать Ханко в начале декабря 1941 года, и СССР официально отказался от аренды — досрочно, учитывая первоначальный срок до 1970 года — в Парижском мирном договоре 1947 года. Роль военно-морской базы Ханко была заменена Порккала, другим финским полуостровом, немного восточнее у Финского залива, в перемирии между Финляндией и Советским Союзом от 19 сентября 1944 года; он был возвращен Финляндии в январе 1956 года. В обоих случаях Советы ограничились военным командованием без какой-либо гражданской администрации.
- Авиабаза Хмеймим в Сирии сдана в аренду правительству России сроком на 49 лет, при этом российское правительство обладает экстерриториальной юрисдикцией над авиабазой и её персоналом[4][5].

## Концессии США
- Залив Гуантанамо: арендован у Кубы (которая сейчас оспаривает аренду) в соответствии с договорами 1903 и 1934 годов на неограниченный срок; никакой гражданской администрации, только военное командование.
- Зона Панамского канала: территория США в Панаме, полученная в соответствии с договором Хэя — Бюно-Варийи в 1903 году. Вернулась под полный контроль Панамы в 1999 году после подписания договоров Торрихоса-Картера в 1977 году.
- Авиабаза Туле: концессия, предоставленная Соединённым Штатам без арендной платы Данией на неограниченный срок в соответствии с Соглашением об обороне Гренландии 1951 года, которое предусматривает, что Соединенные Штаты обладают исключительной юрисдикцией над рассматриваемым районом[6].
- Два в императорском Китае:
  - 1848/54 была создана американская концессия в Шанхае (с 17 ноября 1843 года — Договорный порт), пока 21 сентября 1863 года (после того, как предложение 1862 года сделать Шанхай независимым «свободным городом» было отклонено) Международное поселение в Шанхае не было создано союзом американских и британских концессий (завершено в декабре 1863 года).
  - одна из концессий в Тяньцзине.
- Многочисленные кладбища и памятники, находящиеся в ведении Американской комиссии по памятникам сражений. Они расположены в Бельгии, Кубе, Франции, Гибралтаре, Италии, Люксембурге, Мексике, Марокко, Нидерландах, Панаме, Папуа-Новой Гвинее, Филиппинах, Соломоновых островах, Южной Корее, Тунисе и Великобритании. Наиболее популярными среди них являются Нормандское американское кладбище и мемориал во Франции и мемориал Джона Ф. Кеннеди в Раннимиде, Великобритания.

## Совместные концессии
- 21 сентября 1863 года (после того, как Предложение 1862 года о превращении Шанхая в независимый «свободный город» было отклонено) в результате союза американских и британских концессий было создано Международное поселение в Шанхае (завершено в декабре 1863 года); в 1896 году концессия была расширена.

7 июля 1927 года было официально создано китайское городское правительство Большого Шанхая.
В январе/феврале 1931 года японцы оккупировали район Хункоу, а 9 ноября 1937 года — китайский город Шанхай, но только 8 декабря 1941 года японские войска заняли Международное поселение (но не французскую концессию); оно было распущено Японией в 1942 году.
В феврале 1943 года поселение официально упраздняется США и Великобританией; в сентябре 1945 года последняя территория возвращается Китаю.
- Квартал посольств в Пекине: де-факто концессия.

## Иностранные концессии в Китае
- Вэйхай
- Гуанчжоувань
- Русский Далянь
- Квантунская область
- КВЖД
- Тяньцзиньские концессии
- Залив Цзяо-Чжоу
- Шанхайская французская концессия
- Шанхайский международный сетлмент
  - Американская концессия (Шанхай)
  - Британская концессия (Шанхай)